# Achterlandse Molen
De Achterlandse Molen is een van de drie wipmolens die aan de Molenkade in Groot-Ammers, in de Nederlandse gemeente Molenlanden, langs het water van de Ammersche Boezem staan. De molen dateert uit 1596 of eerder en heeft tot 1969 de Polder Liesveld bemaald. De Achterlandse Molen is in 1865 bewoonbaar gemaakt en wordt vandaag de dag nog steeds bewoond. De molen is in 1978/1979 en 2006 gerestaureerd en bemaalt op vrijwillige basis de polder Liesveld. De molen die eigendom is van de SIMAV, is uitsluitend op afspraak te bezoeken.

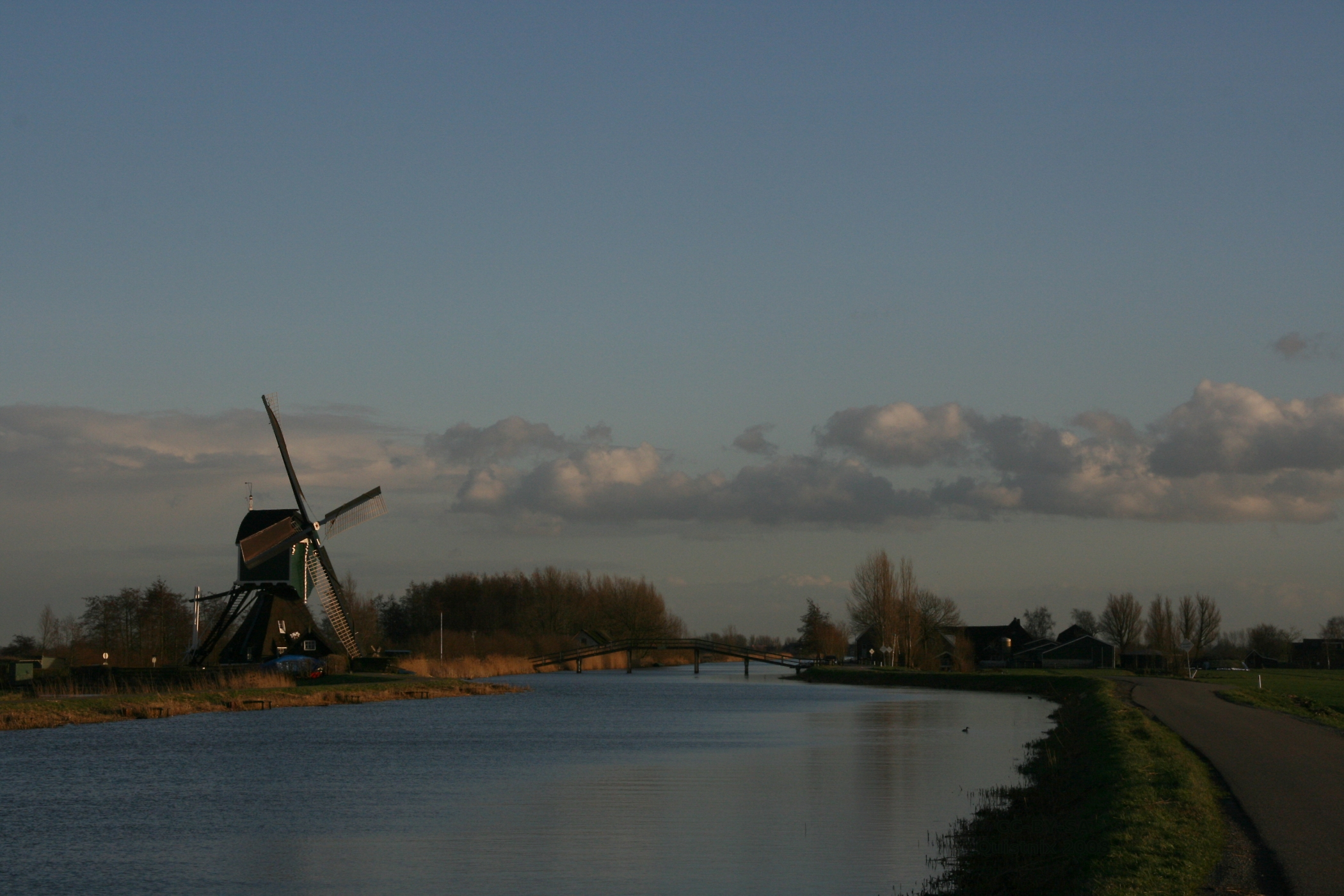
Naast de molen is een brug voor fietsers en voetgangers

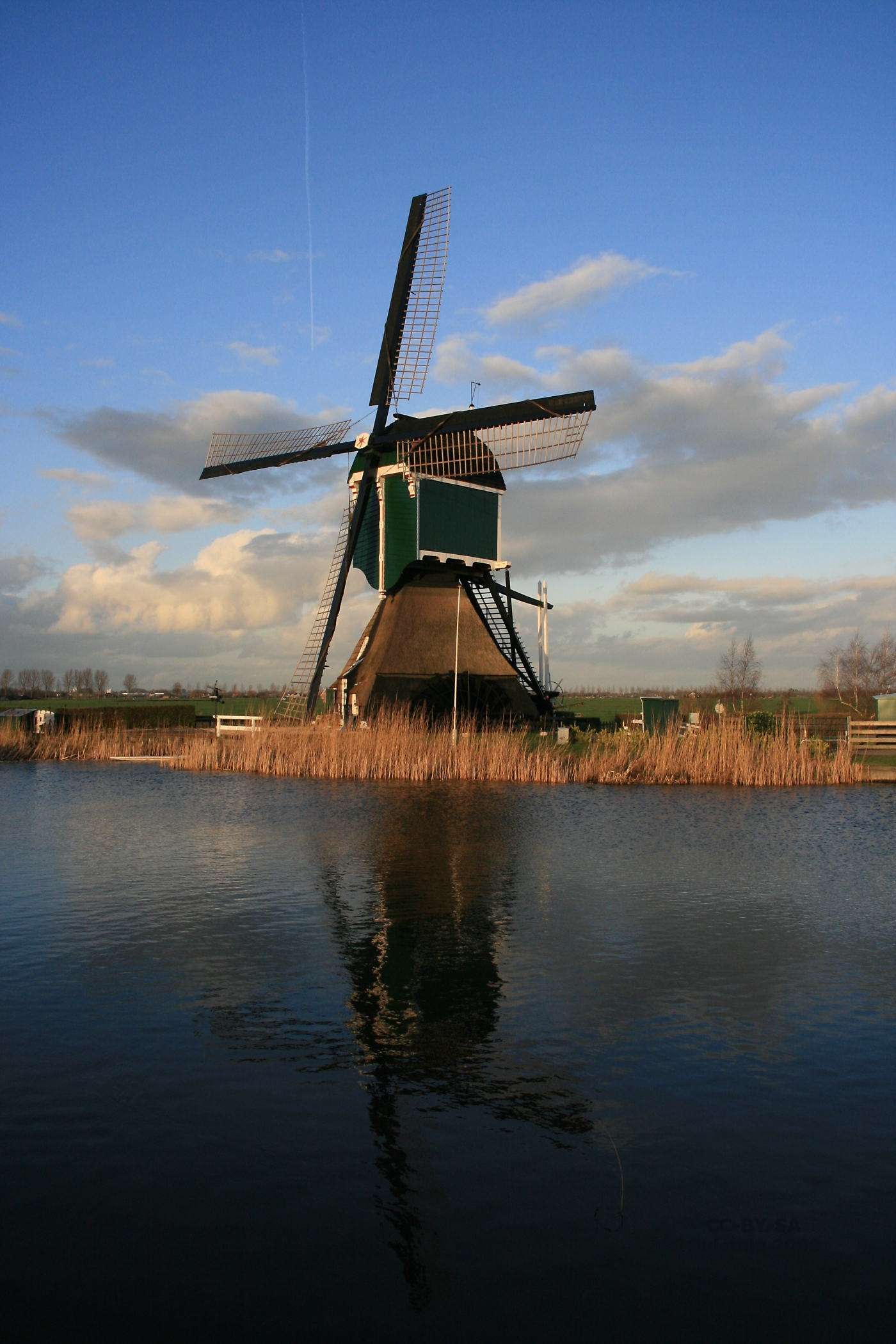
Molen met weerspiegeling